# Dendronitor inscensa
Dendronitor inscensa är en snäckart som först beskrevs av Hedley 1912.  Dendronitor inscensa ingår i släktet Dendronitor och familjen Helicarionidae. Inga underarter finns listade i Catalogue of Life.